# Rozpočet územních samosprávných celků
V rámci veřejných rozpočtů se na úrovni územních samosprávných celků, jako jsou obce a kraje v České republice, vytvářejí rozpočty označované jako územní rozpočty. Tyto rozpočty fungují jako decentralizované peněžní fondy, do nichž se shromažďují příjmy z rozpočtového přerozdělování a příjmy generované vlastní činností obce nebo kraje. Tyto prostředky se následně rozdělují a využívají k financování veřejných a smíšených statků prostřednictvím veřejného sektoru územní samosprávy nebo soukromého sektoru. Územní rozpočet je vytvářen, rozdělován a používán, stejně jako ostatní veřejné rozpočty v rozpočtové soustavě, s využitím nenávratného, neekvivalentního a nedobrovolného (především u daní) způsobu financování, který je typický pro všechny veřejné rozpočty.

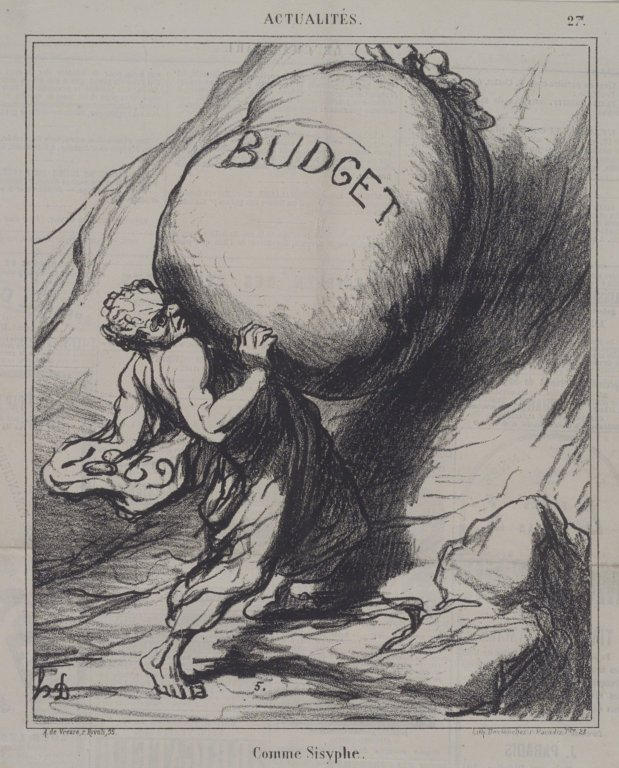
Důležitost rozpočtu

Tento rozpočet a celý rozpočtový proces slouží jako nástroj pro zabezpečení a financování obecní politiky, s cílem harmonizovat plánované příjmy a výdaje obce. Je však důležité zdůraznit, že rozpočet je dynamický a na příslušném příjmovém a výdajovém účtu není nikdy tokový stav rozpočtovaných příjmů a výdajů, protože během rozpočtového období se došlé příjmy průběžně využívají k úhradě výdajů. To často vede k časovému nesouladu mezi vývojem příjmů a vývojem výdajů příslušného územního rozpočtu.
Rozpočet územních samosprávných celků je interpretován jako:
• decentralizovaný peněžní fond, kde se akumulují různé formy veřejných příjmů, jež jsou distribuovány a využívány k financování veřejných statků, buď prostřednictvím veřejného sektoru, nebo nákupem od soukromého sektoru,
• bilance příjmů a výdajů během rozpočtového období (kalendářního roku), které koresponduje s rozpočtovým obdobím v celém systému veřejných rozpočtů,
• finanční plán, kterým územní samosprávné celky hospodaří v daném rozpočtovém období,
• prostředek pro prosazování cílů municipální a regionální politiky.

## Rozpočtový proces
Rozpočtový proces představuje celkovou sadu aktivit, které jsou nezbytné pro řízení hospodaření územního samosprávného celku během daného rozpočtového období. V České republice se rozpočet pro finanční řízení obce (kraje) sestavuje na jedno kalendářní období, avšak rozpočtový proces je obvykle delší, zahrnující často dobu 1,5 až 2 let. Jednotlivé fáze rozpočtového procesu lze rozdělit do následujících etap:
• sestavení návrhu rozpočtu,
• projednání a schválení rozpočtu,
• kontrola plnění rozpočtu,
• sestavení přehledu o skutečném plnění rozpočtu, tzv. závěrečný účet,
• následná kontrola.

### Sestavení návrhu rozpočtu
Prvním krokem v rámci rozpočtového procesu, obvykle prováděného finančním oddělením, je příprava návrhu rozpočtu a s ním spojené práce. Tato fáze musí být zahájena včas, obvykle v polovině roku před začátkem fiskálního roku, aby umožnila dostatečný čas pro zpracování všech relevantních informací a požadavků. 
Návrh rozpočtu kraje by měl obsahovat plánované příjmy, jak vlastní, tak přicházející do krajských rozpočtů ve formě transferů ze státního rozpočtu nebo jiných veřejných rozpočtů, a též plánované výdaje na zabezpečení a financování veřejných statků, které jsou reálné a dosažitelné. Před projednáním v krajském zastupitelstvu musí být návrh rozpočtu kraje zveřejněn nejméně 15 dnů předem, aby měli občané kraje možnost se k němu vyjádřit. Občané mohou předložit své připomínky k návrhu rozpočtu buď písemně v dané lhůtě nebo ústně během zasedání zastupitelstva, protože projednání rozpočtu je zákonem stanoveno jako veřejné.

### Projednání a schválení rozpočtu
Schvalování rozpočtu spadá do výhradní pravomoci zastupitelstva, které je voleným orgánem. Zastupitelé schvalují závazné indikátory, které jsou po schválení detailně rozepsány podle struktury rozpočtu. Schválený rozpočet může být vyrovnaný, s přebytkem nebo se schodkem. V případě schodku je nezbytné zajistit finanční pokrytí prostřednictvím prostředků z předchozích let, smluvně garantované půjčky, úvěru, návratné finanční výpomoci nebo prostřednictvím výnosů z prodeje majetku nebo emitovaných vlastních dluhopisů. Rozpočet musí být reálný, pravdivý a úplný.

### Kontrola plnění rozpočtu
Územně samosprávné celky řídí své hospodaření podle schváleného rozpočtu a pravidelně provádějí kontrolu, která je systematická a celková. Zákon nařizuje zastupitelstvu povinnost zřídit kontrolní výbor a finanční výbor, jejichž hlavním úkolem je provádět kontrolu. Územní celky jsou povinny podrobit své hospodaření s finančními prostředky za dané rozpočtové období přezkumu.

### Sestavení přehledu o skutečném plnění rozpočtu, tzv. závěrečný účet
Po uplynutí kalendářního roku se informace o celoročním hospodaření kraje shrnují do závěrečného účtu kraje. Závěrečný účet představuje dokument, do kterého se na konci každého rozpočtového období zaznamenávají všechny relevantní informace týkající se hospodaření územního samosprávného celku v daném období. Tento účet obsahuje data o plnění příjmů a výdajů podle rozpočtu, informace o nakládání s majetkem a další finanční transakce, včetně vytváření a využívání peněžních fondů. Údaje by měly být prezentovány v dostatečné podrobnosti a obsahu, aby bylo možné hodnotit finanční hospodaření územního celku. I když zákon neurčuje přesný formát pro zpracování závěrečného účtu, je nezbytné uvést přehled všech příjmů a výdajů v plném detailu podle struktury rozpočtu. 
Územně samosprávný celek má zákonnou povinnost nechat přezkoumat své hospodaření příslušným orgánem. Posuzování závěrečného účtu územního celku končí vyjádřením, které může buď vyjádřit plný souhlas s celoročním hospodařením bez výhrad, nebo souhlas s určitými výhradami, přičemž může obsahovat identifikaci možných důsledků a návrhy na opravu zjištěných chyb a nedostatků.

### Následná kontrola
Kromě průběžného dohledu nad plněním rozpočtu obce či kraje je klíčová i následná kontrola, která probíhá po skončení rozpočtového období. Hlavní důraz je kladen na analýzu hospodaření a identifikaci příčin vzniku rozpočtového salda. Výsledkem by měl být návrh opatření s cílem zlepšit plánování rozpočtu a hospodaření obcí anebo krajů, a to v souladu se stále se zlepšující rozpočtovou prognózou.
Pokud není schválen rozpočet před začátkem nového rozpočtového období, řídí se rozpočtové hospodaření obce nebo kraje v době do schválení rozpočtu pravidly rozpočtového provizoria. Ustanovení o rozpočtovém provizoriu obsahuje § 13 zákona č. 250/2000 Sb., o rozpočtových pravidlech územních rozpočtů, v platném znění. Podrobnosti o pravidlech rozpočtového provizoria, nutných k udržení plynulého hospodaření, stanovuje zastupitelstvo.

## Metody sestavování rozpočtu
K dosažení efektivní správy rozpočtového procesu je klíčový soubor metod a technik, které se uplatňují během jednotlivých fází tohoto procesu, zejména při přípravě, sestavování, projednávání a schvalování rozpočtu. V České republice je k dispozici mnoho různorodých metod tvorby rozpočtu, jež se využívají na úrovni obcí. Mezi nejznámější tradiční i alternativní přístupy k sestavování rozpočtu patří:
• přírůstkový způsob,
• fixně limitovaný rozpočet,
• přístup nulové základny,
• performance budgeting,
• metoda programového rozpočtování,
• genderové rozpočtování.

### Přírůstkový způsob
Tradičním způsobem sestavování rozpočtu je tzv. přírůstkový způsob. Tento přístup vychází z předešlého rozpočtu, kde jsou příjmy a výdaje upraveny koeficientem očekávaných změn. Základem této metody je odhad a definování změn mezi jednotlivými roky, na základě kterých je adaptován současný rozpočet, sloužící jako výchozí bod pro budoucí období. Při navrhování rozpočtu jsou zohledňovány faktory jako:
• inflace,
• demografické změny,
• změny a dopady na položky příjmů a výdajů v aktuálním roce,
• změny legislativy.
Nevýhodou tohoto přístupu je, že se zaměřuje spíše na historické náklady na službu a opomíjí otázky oprávněnosti nebo priority dané služby.

### Fixně limitovaný rozpočet
Fixně limitovaný rozpočet se často využívá hlavně ústřední vládou k řízení svých odborů a ministerstev. V tomto přístupu je rozpočet pro konkrétní oblast služeb pevně stanoven a upravuje se pouze o očekávanou inflaci. Obce a kraje mohou použít tento způsob sestavování rozpočtu v situacích, kdy zajišťují poskytování veřejných statků a služeb prostřednictvím jiných organizací.
V takovém případě obec nebo kraj poskytne organizaci pevnou finanční částku, kterou si organizace sama rozdělí mezi své nákladové položky podle vlastního uvážení. Tento přístup ukázal, že zvyšuje efektivitu, protože obec nemusí detailně kontrolovat výdaje organizace po jednotlivých položkách. Naopak má organizace možnost korigovat nedostatek finančních prostředků přebytkem z jedné položky do druhé.

### Přístup nulové základny
Metoda tvorby rozpočtu od nuly, známá také jako přístup nulové základny, patří mezi efektivnější strategie pro plánování rozpočtu. Jedná se o přístup, který je náročný jak z hlediska práce, tak z hlediska času, a vyžaduje kvalifikovaný management. Tento přístup umožňuje průběžnou kontrolu plnění rozpočtu a jeho hodnocení. Přístup nulové základny je považován za velmi komplexní metodu sestavování rozpočtu, kde je kladen důraz na důkladné zkoumání jednotlivých činností a položek rozpočtu v kontextu s cíli, jež jsou stanoveny, a s postupy, jak těchto cílů dosáhnout. Tato metoda se doporučuje zejména pro služby, kde dochází k výrazným změnám v poptávce nebo tam, kde je třeba vybrat z několika málo variant.
Přístup nulové základny není pouze procesem vytváření rozpočtu od nuly. Tento přístup může přinést významné a trvalé úspory. Tato metoda umožňuje eliminovat neefektivní náklady a umožňuje převést tyto úspory do konečného výsledku nebo je přesměrovat do oblastí s vyšším potenciálem pro produktivní růst v budoucnosti.

### Performance budgeting
Přístup performance budgeting, známý také jako rozpočtování dle výsledků, vyžaduje od zástupců obcí nebo krajů nejen srovnávat efektivnost a hospodárnost využívání veřejných zdrojů, ale také hodnotit, zda byly dosaženy zamýšlené účinky a cíle. Pokud je metoda uplatňována důsledně, pomáhá identifikovat problémy a nedostatky v činnosti obce (kraje) a ukazuje na případné překrývání funkcí. Tím umožňuje lepší definování a plánování dlouhodobých záměrů a cílů obce.
Performance budgeting představuje klíčový nástroj pro zdokonalení stanovení priorit výdajů a zvyšování účinnosti a účelnosti. Jeho význam je v dnešní době zvláště výrazný vzhledem k náročným fiskálním podmínkám, kterým mnoho zemí čelí.

### Metoda programového rozpočtování
Metoda programového rozpočtování zahrnuje vytváření rozpočtu s ohledem na strukturu, která organizuje navrhované výdaje podle toho, jak přispívají k dosažení celkových cílů vlády (obce, kraje). Jednotlivé programy jsou uspořádány podle míry, jakou přispívají k plnění těchto cílů, což odlišuje programovou strukturu od organizační struktury. Programová struktura klade důraz na účelnost, na rozdíl od organizační struktury.
Prvním krokem v tomto přístupu je zkoumání cílů a účelů územního celku ve vztahu k jeho stávajícím aktivitám. Tato analýza odhaluje, které cíle nebyly dosaženy vůbec, které byly dosaženy nedostatečně a kterým bylo přiděleno příliš mnoho z celkových příjmů.
Druhým krokem je porovnání a hodnocení alternativních možností, které by mohly přispět k dosažení stanovených cílů. Porovnání zahrnuje zhodnocení nákladů, časové náročnosti a dosažených výsledků jednotlivých postupů. Některé alternativy mohou být vyřazeny z důvodu politických, sociálních nebo právních omezení nebo kvůli nedostatku finančních prostředků.

### Genderové rozpočtování
Genderové rozpočtování, také nazývané gender budgeting, představuje přístup k rozpočtování, jehož cílem je spravedlivější rozdělování finančních prostředků s ohledem na rovný přístup žen a mužů k využívání finančních zdrojů vytvořených společností. Alokování finančních prostředků z veřejných rozpočtů na uspokojování potřeb a zájmů jak žen, tak mužů, je součástí politiky prosazující rovné příležitosti pro obě pohlaví.
Gender budgeting uznává, že vládní rozpočty ovlivňují muže a ženy odlišným způsobem. Politická rozhodnutí přijatá vládami mohou buď podporovat rovnost žen a mužů, nebo posilovat existující nerovnosti.
Proces implementace genderového rozpočtování by měl být prováděn na všech úrovních veřejných rozpočtů s cílem podporovat vytváření a prosazování rovných příležitostí. Když jsou principy genderové rovnosti zohledněny při sestavování rozpočtu, zvyšuje se transparentnost a odpovědnost tohoto procesu. Více než 80 zemí již zavedlo genderový pohled do svého rozpočtového postupu jako reakci na existující genderovou nerovnost.

## Rozpočtová skladba
Rozpočtová skladba představuje třídění položek v rámci veřejného rozpočtu. Rozpočtová skladba je stanovena vyhláškou Ministerstva financí ČR 323/2002 Sb., o rozpočtové skladbě. Cílem je uspořádat obsah položek rozpočtu tak, aby bylo třídění systematické, jednotné a závazné. Třídění následně umožňuje:
• zajistit jasnost a jednotnost ve struktuře rozpočtu,
• poskytovat potřebné analytické informace,
• agregovat jednotlivé položky rozpočtu s cílem získat informace za širší okruh institucí,
• provádět analýzy hospodaření organizace.

### Druhy třídění rozpočtové skladby
Současná rozpočtová skladba pracuje s čtyřmi základními typy klasifikace příjmů a výdajů:
• kapitolní (také označované jako organizační nebo odpovědností),
• druhové,
• odvětvové,
• konsolidační (tzv. záznamové jednotky).
Kapitolní hledisko se používá k třídění příjmů a výdajů ve státním rozpočtu, a to na základě správců jednotlivých kapitol. Pro obce, kraje a dobrovolné svazky obcí není toto třídění povinné, a záleží na jejich rozhodnutí, zda jej využijí.
Druhové členění je povinné pro všechny rozpočty a slouží ke spojení rozpočtu s účetnictvím. Toto členění kategorizuje položky rozpočtu do sedmi tříd, které lze sjednotit do tří hlavních okruhů:
• příjmy - třída 1. daňové příjmy, třída 2. nedaňové příjmy, třída 3. kapitálové příjmy, třída 4. přijaté dotace,
• výdaje – třída 5. běžné výdaje, třída 6. kapitálové výdaje,
• financování – třída 8.
Osmá třída zahrnuje tzv. financující operace, což jsou příjmy finanční povahy spojené s likviditou a jejich následné splátky. Tyto operace slouží k financování schodku hospodaření nebo k využití přebytku hospodaření.
Odvětvové třídění, které je například pro obce povinné, rozšiřuje druhové členění. V této klasifikaci jsou příjmy a výdaje řazeny podle odvětví, což poskytuje informaci o konkrétním účelu spojeném s příslušným tokem peněžních prostředků. Tato struktura tedy usnadňuje identifikaci, zda daný výdaj souvisí například se základním školstvím, odpadovým hospodářstvím, kulturou atd.
Rozpočtová skladba upravuje tzv. konsolidační třídění, které zahrnuje tzv. záznamové položky. Konsolidace umožňuje eliminovat duplicitní záznamy prostřednictvím interních transferů mezi fondy a korigovat příjmy na jedné straně a výdaje na straně druhé při zahrnutí příjmů a výdajů. Tato praxe umožňuje vyloučit peněžní převody mezi fondy a rozpočtem, převody mezi zřizovatelem a organizační složkou a mezi veřejnými rozpočty různých úrovní.